# Uskoci
Uskoci is een plaats in de gemeente Stara Gradiška in de Kroatische provincie Brod-Posavina. De plaats telt 132 inwoners (2001).